# Fillette courant sur un balcon
Fillette courant sur un balcon (Ragazza che corre sul balcone) est un tableau futuriste, peint en 1912 par Giacomo Balla. Cette huile sur toile de 125 × 125 cm est conservée au Museo del Novecento à Milan.
Il s'agit d'une œuvre censée représenter le mouvement dans une image fixe, par les techniques du flou et de la répétition. Cette œuvre d'art moderne empreinte au pointillisme, ou néo-impressionnisme. Ce dernier a entre autres inspiré à Balla le divisionnisme des couleurs.

## Analyse de l'œuvre
Le peintre s'est intéressé aux découvertes scientifiques en lien avec l'analyse du mouvement et de la lumière. Il s'inspire ainsi des chronophotographies d'Étienne-Jules Marey, du photodynamisme des frères Anton Giulio Bragaglia et Arturo Bragaglia, des travaux du chimiste Michel-Eugène Chevreul et du mathématicien et naturaliste bâlois  Jean-Henri Lambert.
Sur le plan pictural, il puise son inspiration de la peinture néo-impressionniste et du divisionnisme de Georges Seurat et de Paul Signac (1863-1935) découvert lors de l'exposition universelle de Paris en 1900.
Balla est un des cinq signataires du Manifeste des Peintres futuristes (1910). On peut y lire qu'un cheval n'a pas quatre pattes mais vingt. Le peintre a mis en pratique un concept développé dans le Manifeste : « le mouvement et la couleur détruisent la matérialité des corps ». Balla dissout sa figure par la couleur. La lumière détruit la matérialité des corps et décompose la scène en d'innombrables unités de couleurs, amplifiée par la multiplication des formes donnant l'impression du mouvement du personnage.
Aucune référence spatiale n'est discernable. Les couleurs vibrent par la fusion des éléments isolés (fillette, balustrade, cadre de porte).
Le peintre a mis en œuvre aussi le 7e point du Manifeste en représentant la « sensation dynamique elle-même ». En effet, Balla a réussi à rendre l’illusion de la marche la jeune fille : « Il intéressera les artistes parce que j’y ai fait une étude spéciale sur la façon de marcher de cette jeune fille, et en fait, j’ai réussi à rendre l’illusion qu’elle est en train d’avancer. (Lettre de G. Balla, dans G. Lista, Balla, catalogue raisonné, 1982.)
Le tableau est situé au Museo del Novecento à Milan.